# Hans-Jürgen Zimmer
Hans-Jürgen Zimmer (* 23. September 1951) ist ein ehemaliger deutscher Fußballspieler. 
Ab Juli 1975 spielte er für Schwarz-Weiß Essen in der 2. Bundesliga Nord. Zur Saison 1977/1978 wechselte er zur SG Wattenscheid 09. Dort beendete er 1984 seine Karriere. 